# Srđevac
Srđevac este un sat din comuna Bijelo Polje, Muntenegru. Conform datelor de la recensământul din 2003, localitatea are 337 de locuitori (la recensământul din 1991 erau 418 locuitori).

## Demografie
În satul Srđevac locuiesc 231 de persoane adulte, iar vârsta medie a populației este de 33,2 de ani (32,8 la bărbați și 33,5 la femei). În localitate sunt 80 de gospodării, iar numărul mediu de membri în gospodărie este de 4,21.
Populația localității este foarte eterogenă.
|  |

| Demografie | Demografie | Demografie |
| An         | Locuitori  | Locuitori  |
| ---------- | ---------- | ---------- |
|            |            |            |
|            |            |            |
|            |            |            |
|            |            |            |
| 1948       | 226        |            |
| 1953       | 334        |            |
| 1961       | 363        |            |
| 1971       | 371        |            |
| 1981       | 410        |            |
| 1991       | 418        | 415        |
| 2003       | 460        | 337        |

| \| Componența etnică conform recensământului din 2003[2] \| Componența etnică conform recensământului din 2003[2] \| Componența etnică conform recensământului din 2003[2] \| Componența etnică conform recensământului din 2003[2] \| Componența etnică conform recensământului din 2003[2] \| \| ----------------------------------------------------- \| ----------------------------------------------------- \| ----------------------------------------------------- \| ----------------------------------------------------- \| ----------------------------------------------------- \| \| \| \| \| \| \| \| Bosniaci \| Bosniaci \| \| 170 \| 50,44% \| \| Sârbi \| Sârbi \| \| 83 \| 24,62% \| \| Musulmani \| Musulmani \| \| 57 \| 16,91% \| \| Muntenegreni \| Muntenegreni \| \| 25 \| 7,41% \| \| necunoscută \| necunoscută \| \| 2 \| 0,59% \| |              |  |     |        |
| Componența etnică conform recensământului din 2003 |              |  |     |        |
| |              |  |     |        |
| Bosniaci | Bosniaci     |  | 170 | 50,44% |
| Sârbi | Sârbi        |  | 83  | 24,62% |
| Musulmani | Musulmani    |  | 57  | 16,91% |
| Muntenegreni | Muntenegreni |  | 25  | 7,41%  |
| necunoscută | necunoscută  |  | 2   | 0,59%  |